# 뤼크 베송
뤼크 베송(프랑스어: Luc Paul Maurice Besson, 1959년 3월 18일 ~ )은 프랑스의 영화 감독, 제작자, 각본가이다.

## 생애
그리스와 유고슬라비아의 클럽 메드에서 스쿠버 다이빙 교사로 일하던 부모 밑에서 자랐다. 프랑스와 미국에서 조감독으로 일하면서 영화계에 입문했다.

## 작품
- 《더 레이디》
- 《엔젤-A》
- 《잔 다르크》
- 《제5원소》
- 《레옹》
- 《그랑블루》
- 《루시》
- 《발레리안: 천 개 행성의 도시》
- 《안나》
- 《도그맨》
- 《드라큘라: 어 러브 테일》